# Ляс-Завадзький
Ляс-Завадзький (пол. Las Zawadzki) — село в Польщі, у гміні Відава Ласького повіту Лодзинського воєводства.
У 1975—1998 роках село належало до Серадзького воєводства.